# Міжнародні організації експортного контролю
Міжнародний режим — це сукупність імпліцитних чи експліцитних принципів, норм, правил і процедур прийняття рішень, на які орієнтуються очікування áкторів у певній сфері міжнародних відносин.
Головна мета експортного контролю — нерозповсюдження зброї масового знищення, засобів її доставки, обмеження передач звичайних озброєнь та протидія тероризму шляхом встановлення належного державного контролю за здійсненням міжнародних передач товарів військового призначення та пов'язаних з ними товарів подвійного використання.
Для досягнення головною мети експортного контролю більшість провідних держав світу узгоджують керівні принципи контролю за міжнародними передачами товарів.
Міжнародні організації, які формують керівні принципи контролю за міжнародними передачами товарів це міжнародні режими експортного контролю: Вассенаарська домовленість, Група ядерних постачальників (ГЯП), Режим контролю за ракетними технологіями (РКРТ) та Австралійська група.